# Campeonato Argentino de Futebol de 1902
O Campeonato Argentino de Futebol de 1902, originalmente denominado Copa Campeonato 1903, foi organizado pela Argentine Association Football League. O certame foi disputado em dois turnos de todos contra todos, entre 11 de maio e 21 de setembro. O Alumni conquistou o seu terceiro título de campeão argentino.

## Classificação final
| Pos | Equipes           | Pts | J | V | E | D | GM | GS | SG  |
| --- | ----------------- | --- | - | - | - | - | -- | -- | --- |
| 1.  | Alumni            | 15  | 8 | 7 | 1 | 0 | 24 | 3  | +21 |
| 2.  | Barracas Athletic | 10  | 8 | 5 | 0 | 3 | 12 | 13 | -1  |
| 3.  | Quilmes           | 7   | 8 | 3 | 1 | 4 | 6  | 6  | +0  |
| 4.  | Belgrano Athletic | 5   | 8 | 1 | 3 | 4 | 17 | 20 | -13 |
| 5.  | Lomas Athletic    | 3   | 8 | 1 | 1 | 6 | 3  | 10 | -7  |

## Premiação
| Campeonato Argentino de Futebol de 1902 |
| --------------------------------------- |
| Alumni Campeão (3° título)              |

## Bibliografía
- Estévez, Diego (2010). 38 Campeones del fútbol argentino 1891-2010. [S.l.]: Ediciones Continente. ISBN 978-950-754-301-2